# Єрути
Єрути (пол. Jeruty, нім. Groß Jerutten) — село в Польщі, у гміні Свентайно Щиценського повіту Вармінсько-Мазурського воєводства.
Населення — 332 особи (2011).

## Демографія
Демографічна структура станом на 31 березня 2011 року:
|          | Загалом | Допрацездатний вік | Працездатний вік | Постпрацездатний вік |
| -------- | ------- | ------------------ | ---------------- | -------------------- |
| Чоловіки | 169     | 47                 | 105              | 17                   |
| Жінки    | 163     | 38                 | 100              | 25                   |
| Разом    | 332     | 85                 | 205              | 42                   |